# فاسيليس باباخريستو
فاسيليس باباخريستو (باليونانية: Βασίλης Παπαχρήστου)‏ هو مدرب كرة قدم ولاعب كرة قدم يوناني في مركز الوسط، ولد في 2 يناير 1959 في يوانينا في اليونان. لعب مع نادي أولمبياكوس.